# Paa exilispinosa
Paa exilispinosa là một loài ếch trong họ Ranidae.
Nó được tìm thấy ở Trung Quốc và Hồng Kông.
Các môi trường sống tự nhiên của chúng là các khu rừng ẩm ướt đất thấp nhiệt đới hoặc cận nhiệt đới, các khu rừng vùng núi ẩm nhiệt đới hoặc cận nhiệt đới, vùng đất ẩm có cây bụi nhiệt đới hoặc cận nhiệt đới, vùng cây bụi nhiệt đới hoặc cận nhiệt đới vùng đất cao, sông, và đầm nước. Loài này đang bị đe dọa do mất môi trường sống.

## Hình ảnh

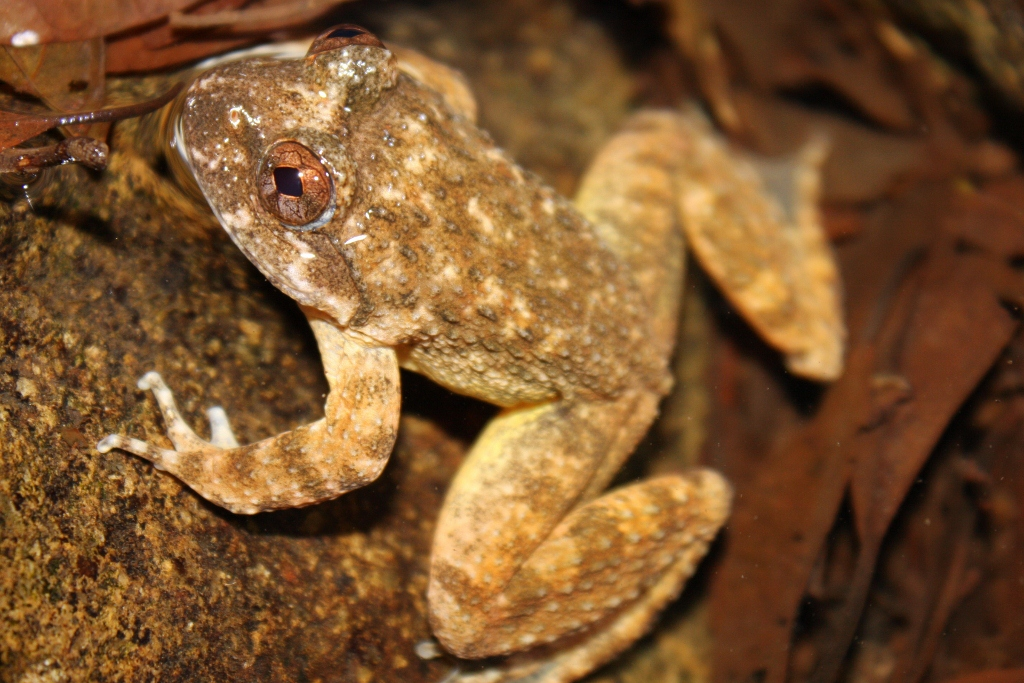
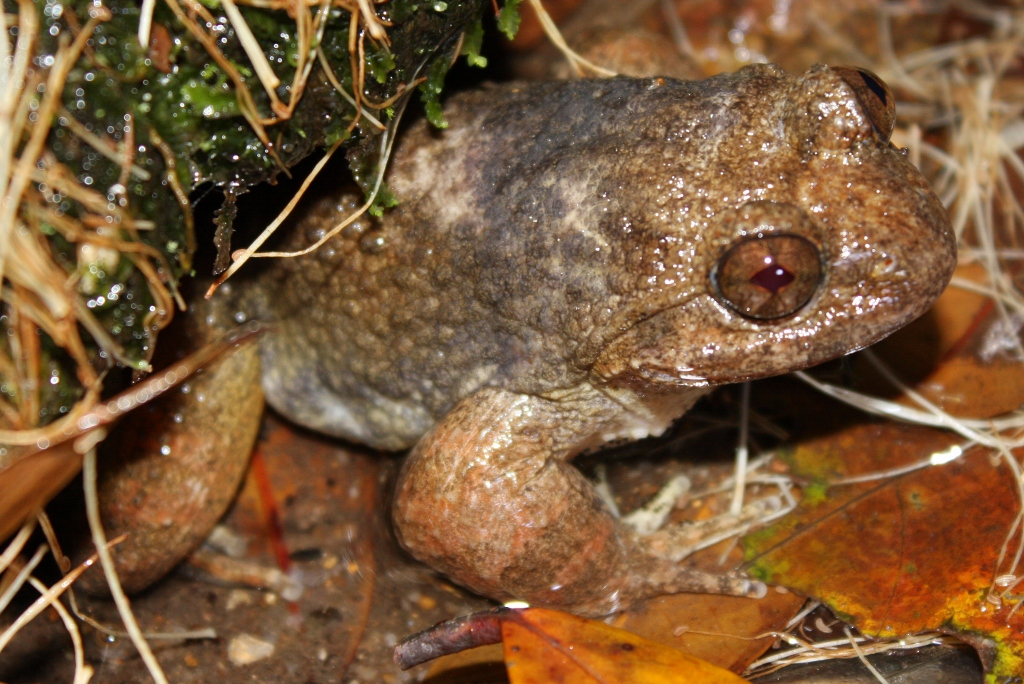
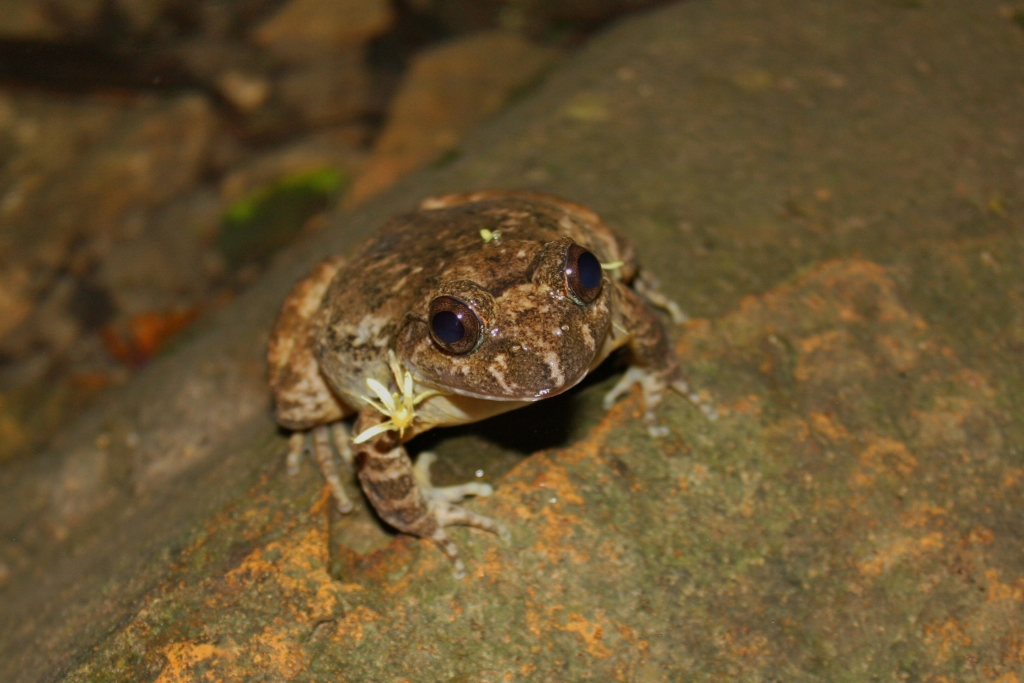
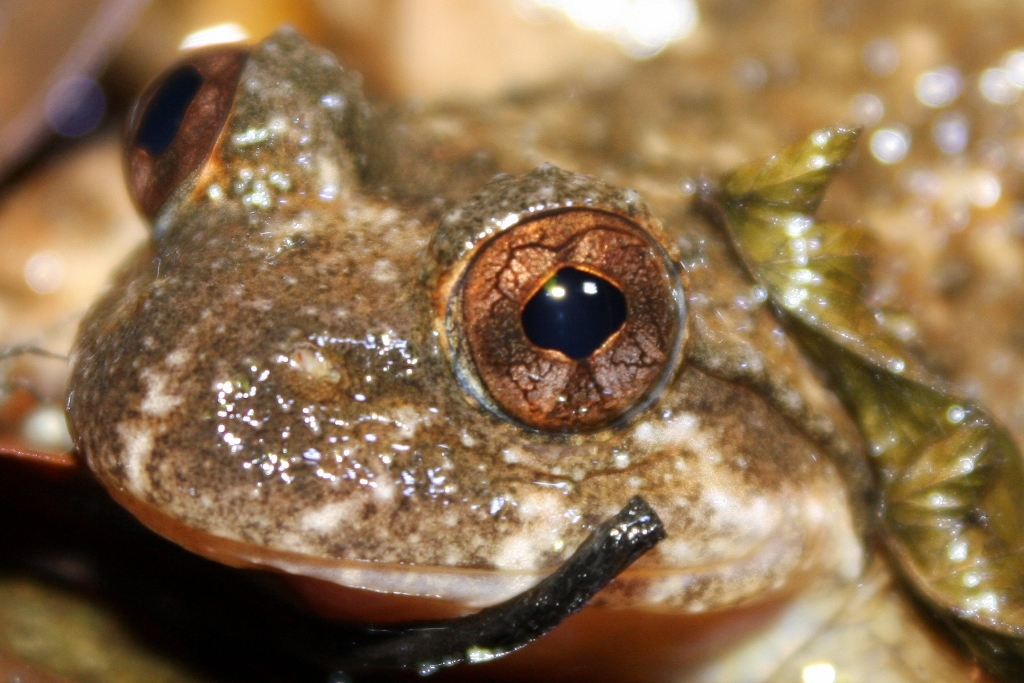